# Марк Григоров
Марк Григоров е български футболист, нападател.

## Биография
Роден е на 21 юни 1989 година в София.
Започва да се състезава в детските гарнитури на ПФК Левски (София). Последователно преминава през всички формации на клуба.
Голмайстор на турнира на Аматьорските групи – Правец 2010.
Подписва двугодишен професионален договор с ФК Сливнишки герой, но през ноември 2011 година разтрогва по взаимно съгласие.

## Тимове в които се е състезавал
- ФК Пирин (Разлог)
- ПФК Банско (Банско)
- Сливнишки герой (Сливница)